# Die Stubenfee
Die Stubenfee (Originaltitel: His Butler’s Sister) ist eine US-amerikanische Filmkomödie von Frank Borzage aus dem Jahr 1943.

## Handlung
Theaterkomponist Charles Gerard fühlt sich von Menschen belästigt, die ihn von ihren Schauspiel- und Sangeskünsten überzeugen wollen, um am Broadway Fuß zu fassen. Während einer Zugfahrt versucht die Sängerin Ann Carter zu ihm vorzustoßen, doch sie sucht das falsche Abteil auf und singt einem verdutzten Handelsvertreter für Miederwaren vor. In New York angekommen will Ann ihren älteren Halbbruder Martin aufsuchen, der ihr erzählt hat, dass er ein angesehener Geschäftsmann sei. In Wirklichkeit ist Martin der Butler des Komponisten Charles, der Ann für das erwartete neue Dienstmädchen hält. Mit Hilfe der Köchin Severina zwingt Ann ihren Halbbruder dazu, sie als Dienstmädchen auch einzustellen. Sofort beginnen Martins Freunde sich für sie zu interessieren.
Charles gibt eine Party, zu der auch der Theaterproduzent Mortimer Kalb eingeladen ist. Weitere Gäste sind der Theateragent Fields, Lady Sloughberry und Elizabeth Campbell, die Freundin von Charles. Elizabeth mag Charles Bekanntschaften nicht und will ihn dazu bringen, die Komposition für die nächste Broadwayshow abzubrechen und mit ihr nach Maine zu ziehen. Am nächsten Morgen ordnet er an, dass Martin Ann entlassen soll. Ann will nun bei Charles vorsingen, der irrtümlich ihren Gesang für eine Radiosendung hält. Ann versucht es nun bei dem Produzenten Kalb, der aber weniger an ihrer Stimme als mehr an ihrer Figur interessiert ist. Charles sucht Kalb auf um ihm mitzuteilen, dass er aufhören wolle. Ann sagt ihm, dass er nicht glücklich sein wird, wenn er seine Karriere aufgibt.
Am Abend ist Ann zu einer Geburtstagsfeier von Popoff, einem von Martins Freunden, eingeladen. Bei der Feier in einem russischen Restaurant werden ihr viele Jobs als Haushälterin angeboten. Ann unterhält die Gäste mit einem Medley russischer Lieder. Genau in diesem Augenblick erscheint Charles in dem Restaurant. Er erklärt ihr, dass er ihren Argumenten zustimmt und Kalbs Show zu Ende komponieren wird. Charles und Ann beginnen, sich ineinander zu verlieben, doch Martin befürchtet, der Komponist werde mit seiner Schwester nur spielen. Er erzählt Charles, dass seine Schwester ihn nur benutzen würde, um ihre eigene Karriere anzukurbeln. Charles beendet das Verhältnis zu Ann und kehrt zu Elizabeth nach Maine zurück. Auch Martin wird von Charles entlassen, doch kann er seine Schwester davon überzeugen, besser in New York zu bleiben, statt nach Hause ins ländliche Indiana zu reisen.
Die beiden Geschwister gehen zu einem Ball für Hausangestellte. Charles wird am Eingang abgewiesen, da er als Komponist bekannt ist. Erst als er sich als Severinas Cousin ausgibt, darf er hinein. Severina klärt ihren Chef über das Verwandtschaftsverhältnis von Martin und Ann auf. Als Charles Anns Gesang hört, wird ihm klar, dass es ihre Stimme ist, nach der er die ganze Zeit für die Show gesucht hat. Charles und Ann finden wieder zueinander.

## Hintergrund
Die US-Premiere fand am 26. November 1943 statt. In Deutschland kam der Film am 14. Dezember 1948 in die Kinos. Im deutschen Fernsehen wurde er auch unter dem Titel Lied zu verschenken ausgestrahlt.
Die Spezial-Effekte stammen von John P. Fulton.

## Kritiken
Das Lexikon des internationalen Films bezeichnete den Film als „romantische Traumfabrik-Komödie mit dürftiger Handlung und ansprechenden musikalischen Einlagen“. Variety lobte den Film als „geschickt ausgedacht, mit gutem Tempo und exzellenten Darstellern“. Bosley Crowther von der New York Times bemängelte dagegen die zuckersüße Story des Films, der in ein Aschenputtelmärchen abgleite. Das fragile Drehbuch mache aber die netten Gesangseinlagen von Deanna Durbin plausibel.

## Auszeichnungen
Bernard B. Brown war bei der Oscarverleihung 1945 in der Kategorie Bester Ton für den Oscar nominiert.